# إدوارد دفيت
إدوارد دفيت (بالإنجليزية: Edward Devitt) (و. 1911 – 1992 م) هو سياسي، وضابط، ومحام، وقاض من الولايات المتحدة الأمريكية ولد في سانت باول، مينيسوتا.
وهو عضو في الحزب الجمهوري .